# Campeonato Mundial de Karate de 1996
El Campeonato Mundial de Karate de 1998 fue la XIII edición del torneo de karate más importante del mundo. Se desarrolló en la localidad de Sun City, Sudáfrica, siendo la segunda vez que este campeonato mundial se disputaba en África, luego del torneo disputado en 1988 que se desarrolló en Egipto. Comenzó el 7 de noviembre de 1996 y culminó cuatro días después. Participaron 643 deportistas provenientes de 72 países del mundo, quienes formaron parte de alguna de las 17 competencias del torneo.
Los deportistas británicos lograron el primer lugar en el medallero. En el segundo puesto se ubicaron los japoneses, mientras que el tercer puesto fue para los deportistas de Francia.

## Resultados

### Resultados individuales

#### Kata
| Posición | País    | Deportista    |
| -------- | ------- | ------------- |
| 1        | Francia | Michaël Milon |
| 2        | Japón   | Ryoke Abe     |
| 3        | Italia  | L. Maurino    |

| Posición | País           | Deportista  |
| -------- | -------------- | ----------- |
| 1        | Japón          | Y. Mimura   |
| 2        | Estados Unidos | M. Genung   |
| 3        | Alemania       | S. Mansouri |

#### Kumite

##### Kumitemasculino
| Posición | País       | Deportista          |
| -------- | ---------- | ------------------- |
| 1        | España     | Davíd Luque Camacho |
| 2        | Turquía    | Hakan Yagli         |
| 3        | Yugoslavia | R. Mujanovic        |
| 3        | Japón      | S. Yamamoto         |

| Posición | País      | Deportista         |
| -------- | --------- | ------------------ |
| 1        | Irán      | M. Amozadeh        |
| 2        | Australia | Marc Golding       |
| 3        | Francia   | Alexandre Biamonti |
| 3        | Turquía   | B. Kandaz          |

| Posición | País        | Deportista    |
| -------- | ----------- | ------------- |
| 1        | Rusia       | A. Goubachiev |
| 2        | El Salvador | J. Gazo       |
| 3        | Bélgica     | J. Lefevre    |
| 3        | Suecia      | R. Mohseni    |

| Posición | País        | Deportista   |
| -------- | ----------- | ------------ |
| 1        | Reino Unido | Wayne Otto   |
| 2        | España      | T. Herrero   |
| 3        | Japón       | K. Matsumoto |
| 3        | Italia      | G. Talarico  |

| Posición | País    | Deportista      |
| -------- | ------- | --------------- |
| 1        | Francia | Gilles Cherdieu |
| 2        | Japón   | T. Kokubun      |
| 3        | España  | F. Garcia       |
| 3        | Austria | G. Petermann    |

| Posición | País        | Deportista |
| -------- | ----------- | ---------- |
| 1        | Japón       | Y. Shimizu |
| 2        | Rusia       | A. Anikine |
| 3        | Reino Unido | I. Cole    |
| 3        | Yugoslavia  | T. Rajic   |

| Posición | País           | Deportista     |
| -------- | -------------- | -------------- |
| 1        | Reino Unido    | P. Alderson    |
| 2        | España         | Óscar Olivares |
| 3        | Estados Unidos | John Fonseca   |
| 3        | Japón          | M. Yakenouchi  |

##### Kumitefemenino
| Posición | País        | Deportista  |
| -------- | ----------- | ----------- |
| 1        | Suecia      | T. Larsson  |
| 2        | Francia     | M. Mazurier |
| 3        | Australia   | Robyn Choi  |
| 3        | El Salvador | M. Laukova  |

| Posición | País        | Deportista        |
| -------- | ----------- | ----------------- |
| 1        | Reino Unido | Jillian Toney     |
| 2        | Japón       | M. Baba           |
| 3        | Italia      | Chiara Stella Bux |
| 3        | Turquía     | Leya Gedik        |

| Posición | País         | Deportista     |
| -------- | ------------ | -------------- |
| 1        | Reino Unido  | P. Duggin      |
| 2        | Grecia       | T. Dougeni     |
| 3        | España       | R. Ortega      |
| 3        | Países Bajos | B. Seijpestein |

| Posición | País                  | Deportista    |
| -------- | --------------------- | ------------- |
| 1        | Antillas Neerlandesas | I. Senff      |
| 2        | Japón                 | I. Nabeki     |
| 3        | Austria               | K. Gansch     |
| 3        | Italia                | Roberta Minet |

### Competencia por equipos

#### Kata
| Posición | País    | Deportistas                                   |
| -------- | ------- | --------------------------------------------- |
| 1        | Japón   |                                               |
| 2        | Francia | Yves Bardreau, Michaël Milon y Laurent Riccio |
| 3        | Italia  |                                               |

| Posición | País           |
| -------- | -------------- |
| 1        | Japón          |
| 2        | Estados Unidos |
| 3        | Francia        |

#### Kumite
| Posición | País        | Deportistas                                |
| -------- | ----------- | ------------------------------------------ |
| 1        | Francia     | Romain Anselmo, Michaël Braun y Alain Varo |
| 2        | Reino Unido |                                            |
| 3        | España      |                                            |
| 3        | Yugoslavia  |                                            |

| Posición | País        | Deportistas       |
| -------- | ----------- | ----------------- |
| 1        | Reino Unido |                   |
| 2        | Italia      | Chiara Stella Bux |
| 3        | Australia   |                   |
| 3        | España      |                   |

## Medallero
Los deportistas del Reino Unido alcanzaron el primer lugar del medallero al obtener cinco medallas de oro, una de plata y una de bronce. El segundo lugar lo obtuvieron los deportistas japoneses con cuatro medallas de oro, cuatro de plata y tres de bronce. Finalmente el tercer lugar fue para Francia, sus deportistas obtuvieron tres medallas de oro, dos de plata y dos de bronce.
| Medallero |                       |     |       |        |       |
| Rang      | País                  | Oro | Plata | Bronce | Total |
| 1         | Reino Unido           | 5   | 1     | 1      | 7     |
| 2         | Japón                 | 4   | 4     | 3      | 11    |
| 3         | Francia               | 3   | 2     | 2      | 7     |
| 4         | España                | 1   | 2     | 4      | 7     |
| 5         | Rusia                 | 1   | 1     | 0      | 2     |
| 6         | Suecia                | 1   | 0     | 1      | 2     |
| 7         | Antillas Neerlandesas | 1   | 0     | 0      | 1     |
| 7         | Irán                  | 1   | 0     | 0      | 1     |
| 9         | Estados Unidos        | 0   | 2     | 1      | 3     |
| 10        | Italia                | 0   | 1     | 5      | 6     |
| 11        | Australia             | 0   | 1     | 2      | 3     |
| 11        | Turquía               | 0   | 1     | 2      | 3     |
| 13        | El Salvador           | 0   | 1     | 1      | 2     |
| 14        | Grecia                | 0   | 1     | 0      | 1     |
| 15        | Yugoslavia            | 0   | 0     | 3      | 3     |
| 16        | Austria               | 0   | 0     | 2      | 2     |
| 17        | Alemania              | 0   | 0     | 1      | 1     |
| 17        | Bélgica               | 0   | 0     | 1      | 1     |
| 17        | Países Bajos          | 0   | 0     | 1      | 1     |